# Instituto Ayrton Senna
O Instituto Ayrton Senna é uma ONG brasileira criada pela família Senna em 1994 tendo como presidente Viviane Senna, irmã do tricampeão de Fórmula 1. O Instituto concretiza o sonho de Ayrton Senna de ajudar o Brasil a diminuir as desigualdades sociais, criando oportunidades de desenvolvimento humano a crianças e jovens por meio da educação.
Ao longo de 30 anos, a atuação do Instituto Ayrton Senna gerou impactos significativos na educação brasileira. Foram cerca de 800 mil formações de educadores realizadas e 39 milhões de atendimentos a crianças e jovens, em mais de 3,2 mil municípios de todos os estados do país..

## História
Se a gente quiser modificar alguma coisa, é pelas crianças que devemos começar, por meio da educação.

Ayrton Senna
Em março de 1994, o tricampeão de Fórmula 1, Ayrton Senna, compartilhou com sua irmã Viviane Senna, o desejo de realizar uma ação sistemática para oferecer oportunidades de desenvolvimento humano a crianças e jovens de baixa renda. O assunto seria retomado no final da temporada daquele ano, mas não houve tempo devido ao acidente em Ímola, ocorrido em 1º de maio. Para concretizar o desejo do piloto, a família Senna fundou o Instituto Ayrton Senna em novembro daquele ano. Com a visão de que só a educação de qualidade pode transformar vidas, o Instituto atua desde então em diversas frentes para promover melhorias significativas no sistema educacional brasileiro.
Em 2003, a UNESCO concedeu ao Instituto a chancela da Cátedra de Educação e Desenvolvimento Humano, feito inédito para uma ONG em todo o mundo.
Em 2012, o Instituto Ayrton Senna foi convidado pela Organização para Cooperação do Desenvolvimento Econômico (OCDE) a integrar a rede NetFWD (Net Forward), um fórum internacional que reúne uma dezena de institutos e fundações capazes de inspirar propostas inovadoras para a atuação social privada com foco no desenvolvimento em todo o mundo. O fórum conta com organizações que atuam em diferentes setores, e o Instituto Ayrton Senna, única organização brasileira participante do grupo fundador, foi convidado por sua atuação e produção de conhecimento na área da educação.

## Iniciativas
A organização coloca a disposição das administrações públicas, gratuitamente, serviços de gestão do processo educacional que incluem diagnóstico e planejamento, formação de gestores e educadores, desenvolvimento de soluções pedagógicas inovadoras.
O principal valor do Instituto é promover a educação integral para o pleno desenvolvimento de crianças e jovens em suas múltiplas competências, ajudando os estudantes a ter sucesso na escola e a serem cidadãos capazes de responder às exigências profissionais, econômicas, culturais e políticas do século 21.

## Metodologias

### Formação de educadores
Anualmente, pelo menos 60 mil profissionais recebem capacitação em serviço, coaching, tutoria e supervisão. Não apenas os professores, mas também os gestores escolares desenvolvem capacidades voltadas à gestão integrada. Tanto a administração das escolas quanto o próprio processo educacional são abordados na perspectiva de uma gestão focada em resultados - o aprendizado do aluno -, para garantir alfabetização na idade adequada, corrigir o atraso escolar, evitar a repetência e o abandono.

### Soluções educacionais
Todas as soluções educacionais criadas e implementadas pelo Instituto Ayrton Senna, em parceria com as redes de ensino, ONGs e universidades, têm como objetivo o desenvolvimento pleno das crianças, dando-lhes subsídios para que obtenham êxito na escola e possam traçar uma história de sucesso, como pessoas, cidadãos e futuros profissionais, desenvolvendo competências como: iniciativa e autonomia, liderança, comunicação, trabalho em equipe e diversas outras, consideradas fundamentais para o século 21. As soluções educacionais são incorporadas às atividades das redes escolares. Programas do Instituto articulam essas soluções de acordo com as principais necessidades de cada rede escolar.

### Gestão da escola e do aprendizado
O Programa "Gestão Nota 10" oferece capacitação e ferramentas gerenciais para as Secretarias de Educação e os gestores escolares.
A cultura da boa gestão escolar também está aplicada ao processo de aprendizagem, por meio do Programa "Circuito Campeão", que orienta e monitora diretamente as ações educacionais de combate ao analfabetismo e à baixa aprendizagem nos anos iniciais do Ensino Fundamental. Para atender alunos cronicamente defasados, com dificuldades de aprendizagem, e ajudá-los a chegar à série adequada a suas idades, as redes de ensino têm como aliados os Programas "Se Liga", "Acelera Brasil" e "Fórmula da Vitória".

### Educação de jovens
O Programa "SuperAção Jovem" propõe uma criativa mobilização para a formação de estudantes, que passam a ser protagonistas da própria aprendizagem, enquanto os educadores também são formados para serem protagonistas na gestão da sala de aula e da escola. Com os programas "Educação pela Arte" e "Educação pelo Esporte" os alunos ganham espaço para o desenvolvimento de competências essenciais, como a criatividade, a colaboração e a gestão da informação, por meio do trabalho com projetos e temas contemporâneos altamente motivadores para as novas gerações.

### Educação e tecnologia
Nos programas de Educação e Tecnologia são articulados os mais novos recursos tecnológicos com metodologias que expandem as possibilidades de aprendizado e desenvolvimento, tanto para professores quanto para alunos.
O Programa "Escola Conectada" leva soluções para a formação continuada dos professores e, também, para a sua capacitação no uso de tecnologias e ambientes online no processo de desenvolvimento dos alunos.

## Resultados
O trabalho do Instituto Ayrton Senna alcança todas as regiões do Brasil. Em 1998 eram apenas 24 os municípios que adotavam suas soluções educacionais; em 2012 já alcançava mais de um quarto dos municípios brasileiros, onde cerca de 2 milhões de alunos são diretamente beneficiados anualmente.
A capilaridade da atuação se amplia à medida que estados e municípios adotam soluções educacionais como parte de suas políticas de educação, como aconteceu com a prefeitura de São Paulo no final de 2017 e o governo estadual de São Paulo em abril de 2018.
O Instituto Ayrton Senna incorporou a cultura da avaliação. É a avaliação que permite observar de forma objetiva os erros e acertos das ações, orientando ajustes imediatos e pautando novas pesquisas para o aperfeiçoamento e desenvolvimento das soluções educacionais. A avaliação também pauta a tomada de decisões com base em dados e evidências, e traz os resultados concretos de todo o trabalho.
O Instituto de Estudos do Trabalho e da Sociedade (IETS) analisou resultados das parcerias do Instituto Ayrton Senna com secretarias de Educação, abrangendo 947 municípios brasileiros, por um período de seis anos. A pesquisa foi realizada sob a coordenação do economista Ricardo Paes de Barros, e demonstrou o impacto real dos programas. O estudo aponta que o Instituto Ayrton Senna aumentou em até 11 vezes a velocidade do crescimento da taxa de aprovação escolar nas redes onde são implementadas as suas soluções educacionais.
Por outro lado, um estudo recente fez algumas críticas às metodologias de avaliação utilizadas pelo Instituto, apontando algumas limitações metodológicas e em relação ao seu uso nas políticas públicas.

## Recursos e licenciamento
Para realizar o seu trabalho, o Instituto Ayrton Senna conta com recursos oriundos de três fontes: parte de royalties de licenciamento dos direitos relativos a Ayrton Senna e Senninha, parcerias com a iniciativa privada e doações de pessoas físicas.
Empresas de vários países licenciam a imagem do tricampeão mundial de Fórmula 1 e dos personagens da Turma do Senninha, bem como as marcas a eles relativas, para agregar valor aos seus produtos e mostrar que acreditam nos valores defendidos por Ayrton Senna. Parte dos recursos arrecadados com os royalties é destinada ao trabalho do Instituto Ayrton Senna.

## Parcerias e doações
Empresas que apostam na educação para diminuir as desigualdades sociais investem recursos no trabalho que o Instituto Ayrton Senna desenvolve em todo o País. Muitas empresas também oferecem a sua expertise e o valioso tempo de seus profissionais a serviço da causa da educação.
A base de doadores ao Instituto Ayrton Senna é composta por pessoas que acreditam no trabalho do Instituto e contribuem para que crianças e jovens de todo o Brasil tenham acesso a uma educação pública de qualidade.
Uma das formas de contribuir é doando à organização a Nota Fiscal Paulista, sem CPF. É possível, também, ser um doador revertendo uma quantia mensal.

## Assuntos relacionados
Em 2011, o Instituto promoveu o Seminário Internacional "Educação para o Século 21", evento que reuniu representantes de todos os setores da sociedade e debateu a importância das competências não cognitivas como estratégia para melhorar a qualidade do aprendizado na escola pública. Realizado em cooperação com a Secretaria de Assuntos Estratégicos da Presidência da República (SAE) e com a Unesco, o seminário teve a participação, dentre vários especialistas na área, de James Heckman, Prêmio Nobel de Economia e professor da Universidade de Chicago.
Em abril de 2011, foi concluído um inédito e extenso trabalho que compila e organiza as principais conclusões de 165 estudos nacionais e internacionais sobre os impactos de políticas de educação no aprendizado dos alunos. É o documento "Caminhos para Melhorar o Aprendizado", lançado em parceria com o movimento "Todos pela Educação". O trabalho está dividido nos seguintes temas: recursos da escola, plano e práticas pedagógicas, gestão da escola, gestão da rede de ensino e condições das famílias. É uma poderosa e avançada ferramenta para gestores, e contribui para a implementação de políticas públicas capazes de gerar mudanças efetivas no cenário da educação.

## Eventos
Em março de 2018 o Instituto representou o Brasil no maior evento sobre educação do mundo, o SXSW-Edu, no Texas, Estados Unidos.
Em 2018 o Instituto foi convidado pela Arcos Dourados, maior franquia de McDonald's do mundo, a participar do evento McDia Feliz, por conta da nova causa da companhia, a educação.
O Instituto foi escolhido para representar o Brasil no Reimagine Education entre os dias 29 e 30 de novembro de 2018, o evento foi realizado em São Francisco, Estados Unidos. Um projeto do Instituto em parceria com a Unesp foi um dos 130 escolhidos para ser apresentado no evento educacional.